# Critique de la philosophie du droit de Hegel

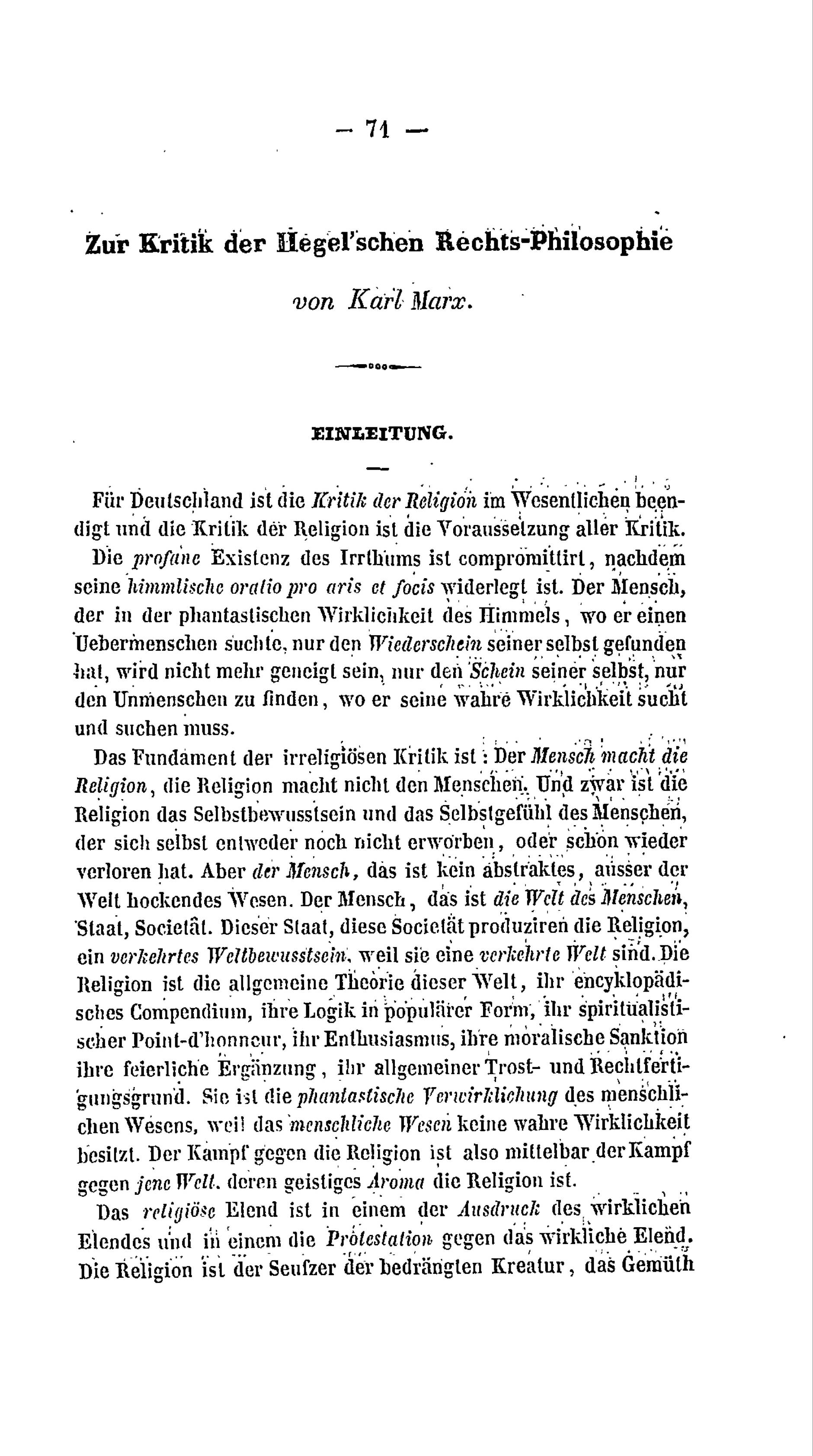
Début de l'introduction du texte dans le Deutsch-Französische Jahrbücher (février 1844).

Critique de la philosophie du droit de Hegel est une œuvre de Karl Marx dont l'introduction est parue en 1844. Il s’agit d’une œuvre inachevée, écrite en 1843 et publiée en 1927.

## Publication de l’introduction
L’introduction de la Critique de la philosophie du droit de Hegel, œuvre inspirée par les Principes de la philosophie du droit de Hegel, est parue en février 1844 dans l'unique numéro des Annales franco-allemandes (Deutsch-französische Jahrbücher), une revue dirigée par Karl Marx au moment de son exil à Paris. La revue fut interdite en Allemagne et en Autriche et les auteurs poursuivis par la police.

## Le paradoxe allemand
« Pour l’Allemagne, la critique de la religion est pour l’essentiel achevé, et la critique de la religion est la condition de toute critique. » Marx reconnaît ainsi que les avancées philosophiques de Feuerbach sont de la plus haute importance et que désormais chacun devra partir de cette base. « C’est l’homme qui fait la religion et non la religion qui fait l’homme. », « La religion est le soupir de la créature opprimée, l’âme d’un monde sans cœur, comme elle est l'esprit de conditions sociales d'où l'esprit est exclu. Elle est l’opium du peuple. » Ainsi vouloir que l’homme renonce à la religion équivaut à la volonté de renoncer à cet état qui a besoin d’illusion. « La religion n’est que le soleil illusoire, qui gravite autour de l’homme tant que l’homme ne gravite pas autour de lui-même » « C’est ainsi que la critique du ciel se transforme en critique de la terre, la critique de la religion en critique du droit, la critique de la théologie en critique de la politique.»

## Le rôle de la philosophie
Il faut donc aller de l’avant et mettre en acte les conséquences de la réflexion (thèses sur Feuerbach). L’Allemagne se trouve dans une situation particulière. Alors même qu’elle bénéficie d’une effervescence intellectuelle, sa situation politique est arriérée, elle est victime d’un statu quo. Les intellectuels allemands pensent ce que fait le reste de l’Europe, l’Allemagne devient leur conscience théorique « La lutte contre le présent politique de l’Allemagne est la lutte contre le passé des peuples modernes ». L’Allemagne n’a pas encore rompu avec son passé. Mais le peuple l’accepte car tel l’homme qui imagine la Préhistoire par la mythologie, les Allemands vivent leur histoire en pensée, par la philosophie. La philosophie devient donc le prolongement de l’histoire allemande. Il convient donc de surmonter et de dépasser la philosophie. Donc la question fondamentale en Allemagne est de savoir si « une révolution qui élève non seulement au niveau officiel des peuples modernes, mais à cette hauteur d’homme » est possible. Il n’y a donc pas de critique du modèle libéral. Celui-ci est jugé nécessaire mais dépassable. Il faut donc aller au-delà de la révolution bourgeoise sans pour autant la condamner. Dans le même registre Marx reconnaît le progrès que fut la réforme protestante. Il faut donc transformer la critique en action car « l’arme de la critique ne peut pas remplacer la critique des armes ». Il faut donc que la théorie saisisse les masses afin que celles-ci soient poussées à la radicalité, c'est-à-dire de saisir les choses à la racine (La philosophie allemande étant déjà radicale puisque puisant sa base dans la critique de la religion). Malgré les difficultés que se donnent les éducateurs à mobiliser les masses elles restent hypnotisées par l'apparence de la vie et non sa réalité...

## La libération par le prolétariat
Mais une révolution allemande radicale semble se confronter à un obstacle majeur : il n’y a pas de groupe qui semble en mesure de réaliser cette libération. Les conditions d’une révolution ne semblent pas opérantes. Ainsi l’utopie en Allemagne n’est pas l’émancipation universelle de l’homme mais la révolution partielle, la révolution politique, qui laisse subsister les piliers de la maison. La révolution purement politique repose sur une émancipation d’une partie de la société et parvient à la suprématie générale. Il n’y a donc pas libération de la société dans sa globalité. Il y a donc un ordre de la libération (il n’utilise pas le terme classe). Face à cet ordre du progrès se tient nécessairement un ordre de l’asservissement. C’est donc par l’opposition, la confrontation que se fait cette libération. Or en Allemagne, personne ne semble pouvoir être cet ordre, personne ne peut aller face à l’adversaire et proclamer : je ne suis rien, et je devrais être tout. Le rôle émancipateur passe en France d’une classe à l’autre, se succède dans l’histoire en réalisant progressivement la libération. Cette logique devrait amener à la classe qui réalise la liberté sociale entière. En Allemagne, la situation semble bloquée. Que faire ? Ce rôle doit échoir à une classe de la société civile qui n’est pas classe de la société civile, à un ordre qui est la dissolution de tous les ordres, qui ne revendique aucun droit particulier, qui est en opposition radicale avec les principes de l’état, qui par son émancipation émancipera tous les ordres. « En un mot, une sphère qui est la perte totale de l’homme et ne peut donc se reconquérir elle-même sans la reconquête totale de l’homme. Cette dissolution de la société, c’est en tant que classe particulière, le prolétariat » (C’est la première fois qu’il utilise cette expression)
Si la société est victime de deux tares, l’argent et l’État (cf. à propos de la question juive) c’est donc le prolétariat qui en est la principale victime. C’est donc ce même prolétariat qui par sa libération, libérera l’humanité.

## Éditions
- Karl Marx (trad. de l'allemand par V. Béguin, A. Bouffard, P. Guerpillon, F. Nicodème), Contribution à la critique de la philosophie du droit de Hegel [« Zur Kritik der Hegel’schen Rechts-Philosophie »], Paris, Les Éditions sociales, coll. « GEME [Grande édition Marx-Engels] », 20 septembre 2018, 348 p. (ISBN 978-2-35367-030-7) (inclut les paragraphes de Hegel qui sont commentés)
- Contribution à la critique de la philosophie du droit de Hegel, Entremonde, Genève, 2010  (ISBN 978-2-940426-09-6). (contient seulement l'introduction de 1843-44, et non l'intégralité du manuscrit de Kreuznach)
- Karl Marx, Œuvres III - Philosophie, traduction par Maximilien Rubel, Bibliothèque de la Pléiade, Gallimard, 1982; en deux parties :
  - Pour une critique de la philosophie du droit de Hegel, p.382-397 (uniquement l'introduction)
  - Critique de la philosophie politique de Hegel, p. 871-1018 (les paragraphes de Hegel qui sont commentés)
- Karl Marx, Critique de l'État hégélien (intitulé Critique de la philosophie politique de Hegel dans l'édition de la Bibliothèque de la Pléiade), U.G.E.-10/18, Paris, 1976 ; traduction et préface de Kostas Papaioannou.